# 한국프레스센터
한국프레스센터(영어: Korea Press Center)는 대한민국 서울특별시에 위치한 빌딩이다. 1982년 착공, 1985년 완공됐다. 한국방송광고진흥공사와 서울신문 본사가 위치해 있다.

## 구성
20층 규모로 구성됐다. 한국방송광고진흥공사와 서울신문의 본사, ABC와 강원일보, 강원도민일보, 경인일보, 경남신문, 매일신문, 영남일보의 서울지국 등으로 사용된다. 언론중재위원회와 공적자금관리위원회 등 공공기관도 입주해 있다. 이외에도 한국신문협회, 한국기자협회, 뉴스통신진흥회, 서울외신기자클럽 등 주요 언론 협회 등이 위치해 있다. 이외에도 연회장과 레스토랑, 구내식당 등이 컨세션 형태로 입점 중이다. 연회장과 레스토랑은 한화푸드테크, 구내식당은 아워홈이 담당한다. 최근에는 복합문화시설 '아트스페이스 호화'가 개관하기도 했다. 해당 갤러리는 호반문화재단이 운영한다.

## 같이 보기
- 한국방송광고진흥공사
- 언론중재위원회
- 공적자금관리위원회
- 서울신문